# Scariola orientalis
Scariola orientalis là một loài thực vật có hoa trong họ Cúc. Loài này được (Boiss.) Soják miêu tả khoa học đầu tiên năm 1962.